# Відтискання

Процес відтискання

Відтиска́ння від підло́ги (іноді віджимання від підлоги або згинання та розгинання рук в упорі лежачи, зазвичай скорочено жим, ви́вага) (англ. push-ups) — базова фізична вправа, що розвиває великий грудний м'яз і трицепс. Також при виконанні вправи залучені передні дельтоподібні м'язи, ліктьовий м'яз та плечовий пояс в цілому.

## Відтискання від підлоги

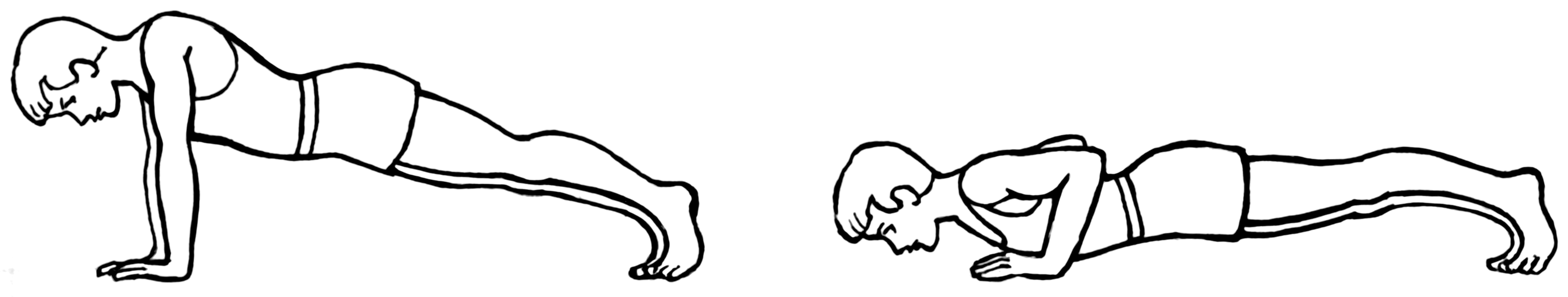
Техніка відтискання

Відтискання від підлоги є однією з найпростіших і найбільш розповсюджених вправ. Відтискання використовуються для поліпшення фізичної форми людей будь-якого рівня підготовки, від школярів до військових. Для виконання вправи підійде будь-яка рівна поверхня.
Для виконання вправи необхідно прийняти положення упору лежачи на підлозі. Після цього зігнути руки в ліктях, опустивши при цьому тіло до паралелі з підлогою, після чого, напружуючи тіло, повільно розігнути руки, повернувшись у вихідне положення. Все це вважається одним відтисканням. Зміна положення тіла при відтисканнях допомагає сконцентрувати навантаження на певних м'язах.
Локалізація навантаження при зміні положень тіла:
- На верхній частині великого грудного м'яза: ноги поставлені на піднесення
- На нижній частині великого грудного м'яза: руки поставлені на піднесення

Локалізація навантаження при зміні відстані між долонями:
- На зовнішній частині великого грудного м'яза: при широко розставлених долонях
- На внутрішній частині великого грудного м'яза: при вузько розставлених долонях

Варіанти розташування рук:
- Перший спосіб — руки поставлені так, що при згинанні їх у ліктях, частини рук від плеча до ліктя перпендикулярні тулубу.
- Другий спосіб — руки поставлені так, що при згинанні їх у ліктях, частини рук від плеча до ліктя паралельні тулубу.

Варіанти розташування опорної частини руки:
- Долоня — найпоширеніший варіант.
- Кулак — крім основної функції сприяє загартуванню ударної поверхні кулака, часто застосовується в бойових мистецтвах.
- Пальці — крім основної функції, сприяє зміцненню пальців.
- Зап'ясток.
- Тильна сторона долоні — зміцнює зап'ястя. Використовується при навчанні бойовим мистецтвам. Необхідний для ударів тильною стороною долоні.
- Ребро долоні — зміцнює зап'ястя.
- Хватом за руків'я ножа — зміцнює всю кисть руки. При цьому лезо ножа обов'язково знаходиться в піхвах. Використовується при навчанні бою на ножах. Різновидами є прямий (клинок розташований з боку великого пальця) і зворотний (клинок розташований з боку мізинця) хвати.
- «Лапа леопарда» — на чотирьох медіальних (середніх) фалангах пальців, дистальні (далекі) фаланги щільно підігнані. Полегшений варіант — з опорою на великий палець. Особливо зміцнює оперізувальні зв'язки кисті.

### Різні типи відтискань

Данд, також відомий як індуїстське віджимання. Це найосновніша версія, подібна до тієї, яку використовував Брюс Лі, який називав це котячою розтяжкою.

#### Данд
Найбільш основна форма данду починається від позиції йоги собака головою донизу і переходить у положення йоги кобра. Вона також відома як «індуїстське відтискання». Ця вправа поширена в індійській фізичній культурі та індійських єдиноборствах, зокрема в Пехлвані. Брюс Лі також використовував це у своєму режимі тренувань і називав це «котячою розтяжкою». Ця вправа ефективна для розвитку основних груп м'язів, оскільки вона динамічно та гармонійно залучає як передній, так і задній ланцюги. Існує чимало варіацій індуїстського відтискання, хоча більшість з них містять дві пози, використовувані в найбазовішому варіанті.

#### Вузькі віджимання
Цей різновид віджимань відрізняється від класичного тим, що руки притискаються до корпусу. Постава рук зменшується. У результаті, навантаження на грудні м'язи зменшується, на трицепс - збільшується. За своєю біомеханікою, така техніка виконання вузьких віджиманнь від підлоги є копією такої вправи зі штангою, як жим вузьким хватом.

## Відтискання в культурі
- У 2016 світом поширився флешмоб «22 Pushup Challenge» на підтримку учасників бойових дій з травматичним синдромом. На початку 2017 року у флешмобі взяли участь сотні військових в Україні, включаючи Командувача Збройних сил та вище командування[4].